# Рокапиемонте
Рокапиемо̀нте (на италиански: Roccapiemonte) е град и община в Южна Италия, провинция Салерно, регион Кампания. Разположен е на 86 m надморска височина. Населението на общината е 9068 души (към 2010 г.).